# میان قلعه (چرداول)
میان قلعه، روستایی در دهستان قلعه از توابع بخش زاگرس در شهرستان چرداول در استان ایلام کشور ایران است. این روستا در جوار دهستان بیجنوند قرار دارد و از نظر اهالی محلی جزو این دهستان است اما در تقسیمات رسمی کشور جزو دهستان قلعه می باشد.
در گذشته های بسیار دور قلعه ای در بالای این روستا وجود داشته که آثار آن به وضوح پیداست و نام روستا نیز برگرفته از همین اثر است. آب آشامیدنی روستای میان قلعه از دل کوه های این روستا تامین می شود و روستا را بی نیاز از شبکه آبرسانی استانی کرده است. آثار باستانی زیادی در محدوده روستا وجود داشته که متاسفانه با گذشت زمان مورد تعرض افراد سودجو قرار گرفته است. آثار تاریخی و طبیعی چون قلعه سام بین روستای میان قلعه و چم بور، منطقه سان دو لت، چشمه سرخ یا چم سور؛ چشمه ای با رمز و رازهای باستانی، و چشمه وناو؛ چشمه ای جوشان از دل کوه که چشمه سرخ از آن نشات می گیرد. چیزی که نام این روستا را بر سر زبان ها انداخته همدلی و یک رنگی مردمان آن است که در شادی و غم پا به پای هم هستند. شغل اصلی مردم روستا کشاورزی و دامداری است.
این روستا در دهستان بیجنوند قرار دارد و براساس سرشماری مرکز آمار ایران در سال ۱۳۸۵، جمعیت آن ۵۱۷ نفر (۱۰۶خانوار) بوده‌است.
اکثر جمعیت روستا به دلیل نبود شغل کافی و امکان پیشرفت به شهرهای بزرگ کشور مهاجرت کرده اند و تنها در ایام نوروز می توان کل جمعیت اهالی روستا را ملاقات کرد. منابع ناصر محمدی